# Блатно кокиче
Блатното кокиче (Leucojum) са род многогодишни растения. В България се среща обикновеното блатно кокиче. Родът на блатното кокиче Leucojum включва 12 вида растения. Среща се по мокри, засенчени места и покрай реки, както и във влажни лонгозни гори. В България вирее в югоизточната част на страната – Бургаско, Сливенско, Ямболско. В екопарк за биоразнообразие и алтернативен туризъм „ВАЯ“ край Бургас полагат специални условия за отглеждането и запазването на блатното кокиче. В този район се отглежда и като декоративен вид под наименованието „герговско кокиче“, „сазово кокиче“, „барско кокиче“, „водно кокиче“, „белоцвет“, „жабешко лале“ и други.

## Особености на вида
Българско наименование – Блатно кокиче
Латинско наименование -	Leucojum aestivum L. /* чете се „левкоюм естивум“ */

## Природозащитен статут и заплахи
Видът не е защитен от Закона за биологичното разнообразие, но е под специален режим на ползване съгласно заповед на министъра на околната среда и водите. Включен е в Червена книга на Народна република България – том 1 – с категория „застрашен“.

## Описание и разпознаване
Многогодишно луковично растение, високо 65 см. Листата линейни, приосновно разположени, 2 – 6 на брой, широки 5 – 13 mm.
Цветовете 3 – 7 на брой разположени на върха на стъблото с нееднакво дълги дръжки (снимка 3). Цветът е съставен от шест еднакви, бели, със зелени върхове, дълги 10 – 15 cm околоцветни листчета. Цъфти април-май. Цветовете излъчват силна приятна миризма. Растението е отровно!
Местообитание – По влажни ливади и мочурища и в крайречни гори.
Разпространение в България:	В България е разпространен в следните фитогеографски район: Дунавска равнина, Североизточна България, Черноморско крайбрежие, Тунджанска хълмиста равнина, Тракийска низина, Западни Родопи, Струмска долина, Софийски район и Витоша.
Общо разпространение – Европейски вид.
Значение – Растението е лечебно и декоративно.
Употребяема част (дрога) – Надземните части на растението, които се събират по време на цъфтежа.
Съдържание – Съдържа алакалоида галантамин, от който се произвеждат различни лекарствени препарати.
Лечебно действие и приложение – Използва се като суровина за фармацевтичната промишленост.

## Класификация
Родът Leucojum (Блатно кокиче) включва само следните два вида:
- Leucojum aestivum
- Leucojum vernum